# 博亞斯鎮區 (阿肯色州勞倫斯縣)
博亞斯鎮區（英語：Boas Township）是位於美國阿肯色州勞倫斯縣的一個行政鎮區。

## 地方資料
博亞斯鎮區的面積為84.09平方千米，當中陸地面積為84.00平方千米，而水域面積為0.09平方千米。根據2010年美國人口普查的數據，當地共有人口2963人，而人口密度為每平方千米35.24人。